# Jacek Frąś
Jacek Frąś, né le 16 octobre 1977 à Sieradz (Pologne) est un peintre, affichiste, illustrateur, scénariste et dessinateur polonais de bande dessinée. Il est également musicien et a notamment été de 2001 à 2008 batteur du groupe Cool Kids of Death puis du groupe DICK 4 DICK sous le nom de Jacques Fras.

## Biographie
Jacek Frąś a été formé à l'Académie des beaux-arts de Łódź (Akademia Sztuk Pięknych im. Władysława Strzemińskiego w Łodzi) et à l'Académie des beaux-arts de Cracovie (Akademia Sztuk Pięknych im. Jana Matejki w Krakowie).
Il a reçu en 2001 l'Alph'Art jeunes talents au Festival international de la bande dessinée d'Angoulême.
Outre l’illustration, la bande dessinée et la musique, il fait également de la sculpture sur neige.
Son album "Ostra biel" (Un blanc vif) a obtenu en 2009 le Grand Prix du Festival international de la bande dessinée de Łódź, où il avait déjà primé à plusieurs reprises.

## Publications
- 2012 - Participation à l’exposition L'Europe se dessine (Angoulême)
- 2010 - Czas na komiks (dessin, scénario)
- 2009 - Tragedyja Płocka (dessin)
- 2007 - 44 (dessin)
- 2006 - Stan (dessin, scénario)
- 2006 - City Stories - 1 - Pierwsze opowieści (dessin, scénario)
- 2006 - Antologia piłkarska - Wszystko, co chcielibyście wiedzieć o piłce... (dessin, scénario)
- 2004 - Glinno (dessin, scénario)
- 2003 - Antologia komiksu polskiego - 2 - Wrzesień; wojna narysowana (dessin, scénario)
- 2002 - Kapitan Żbik (Fani) - 3 - Wesoły finał (dessin, scénario)